# 全日本病院協会
公益社団法人全日本病院協会（ぜんにほんびょういんきょうかい）は、東京都千代田区に本部を置く法人。日本病院会より分離独立した公益社団法人である（一旦併合したが、再分離している）。元厚生労働省所管。略称は全日病。

## 概要
- 主な目的 - 病院の資質の向上およびその発展と病院としての使命の遂行とを図り、社会における福祉の増進に寄与すること
- 沿革[1]
  - 1960年（昭和35年）4月 設立
  - 1962年（昭和37年）9月 法人認可
- 代表者：会長　神野 正博（恵寿総合病院理事長）
- 本部所在地 東京都千代田区神田三崎町 1-4-17 東洋ビル11階 
  - 支部 45支部

※現在、日本病院会・日本医療法人協会・日本精神科病院協会を含め四団体で「四病院団体協議会（通称：四病協）」を組織する。また、「日本病院団体協議会（通称：日病協）」にも加入している。